# 摩士公園游泳池

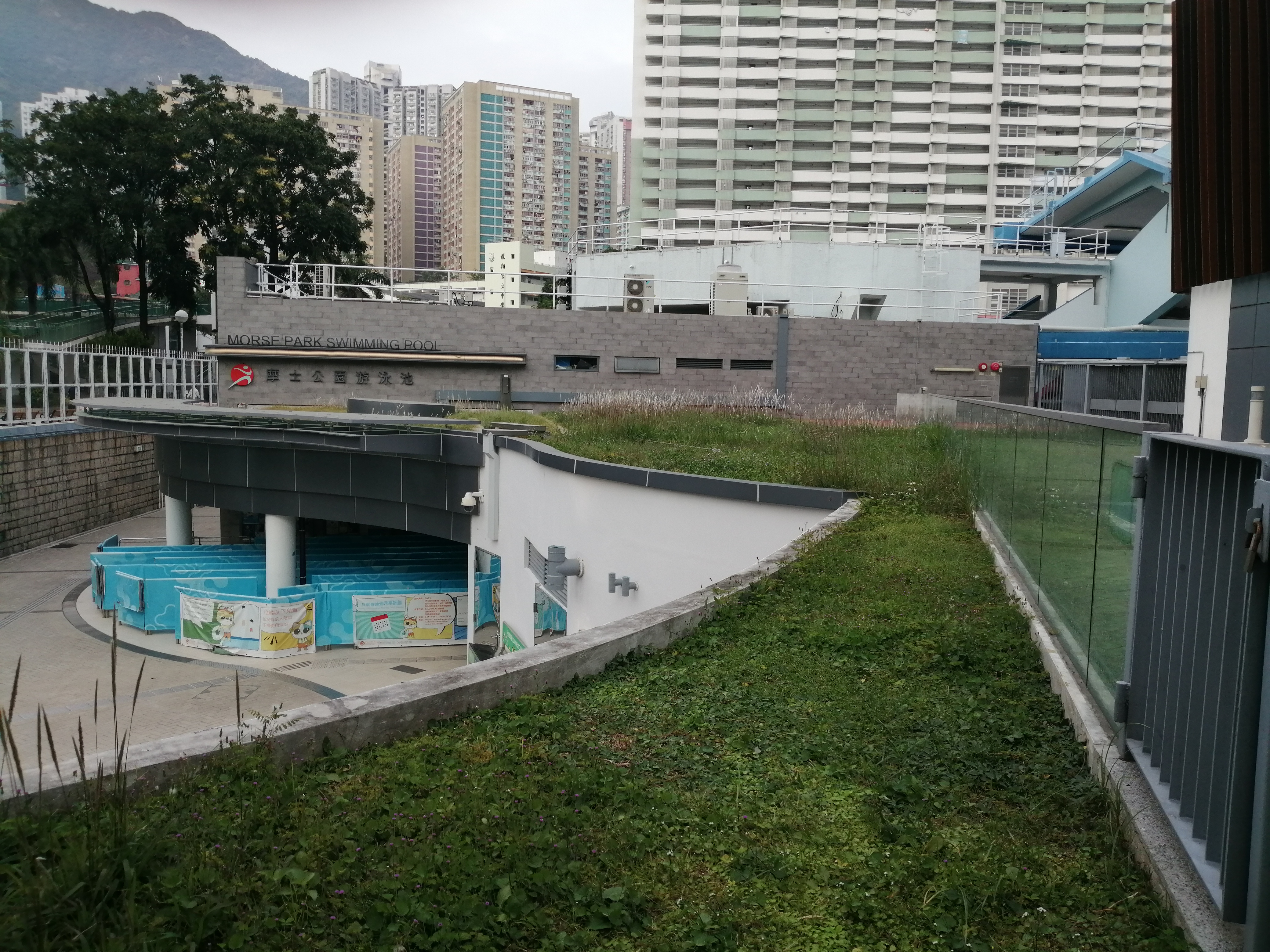
翻新後摩士公園游泳池

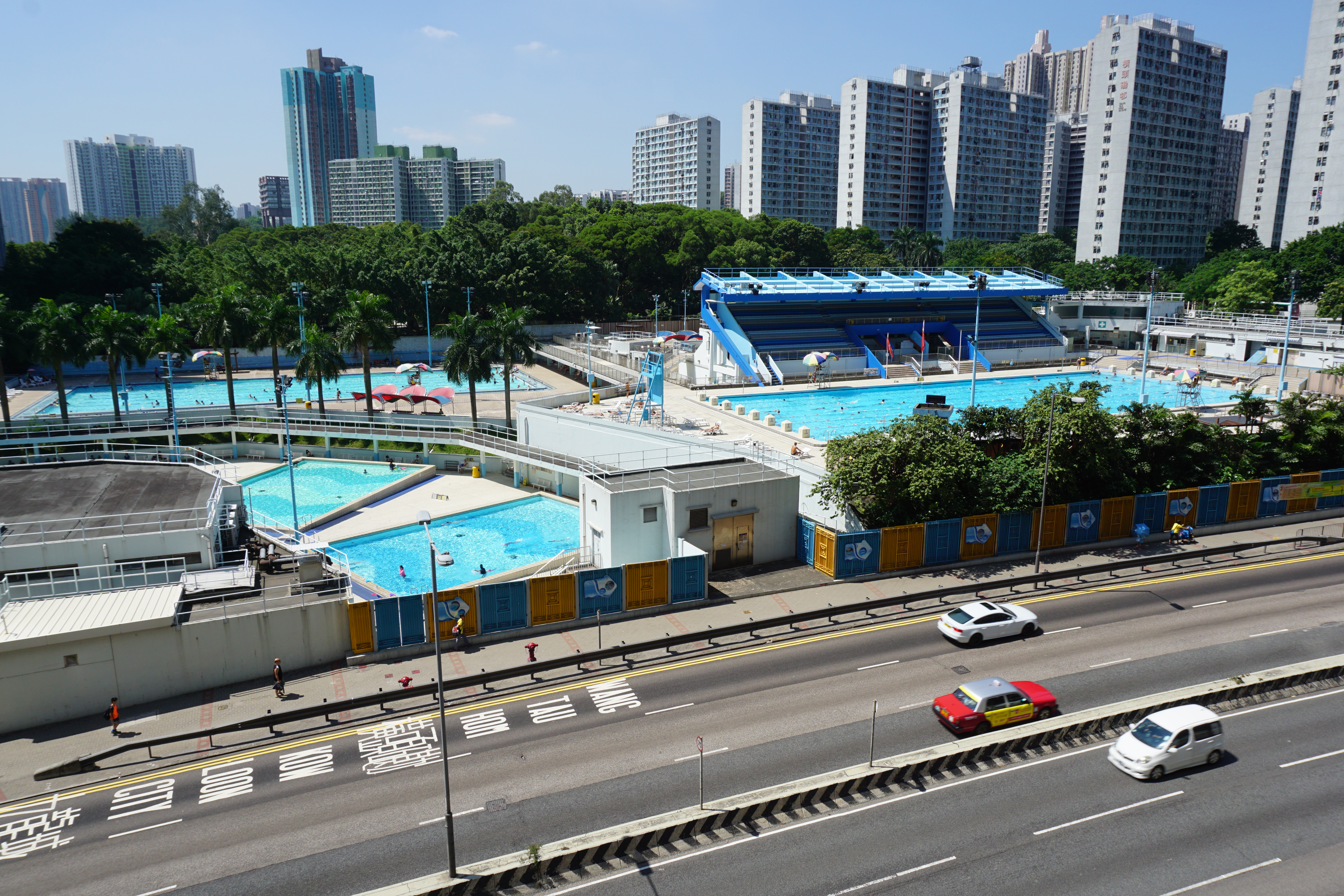
翻新前摩士公園游泳池全貌

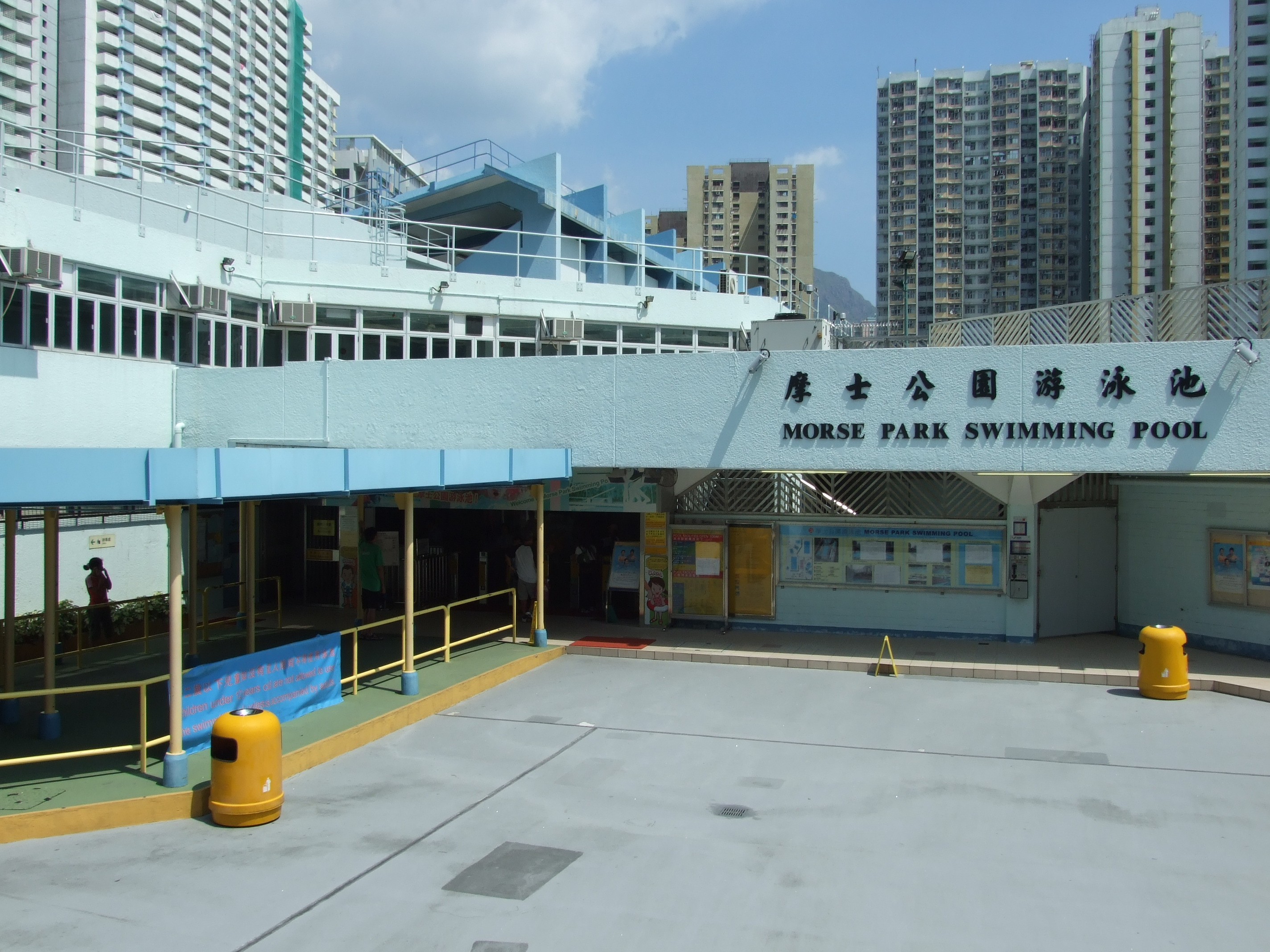
翻新前摩士公園游泳池入口

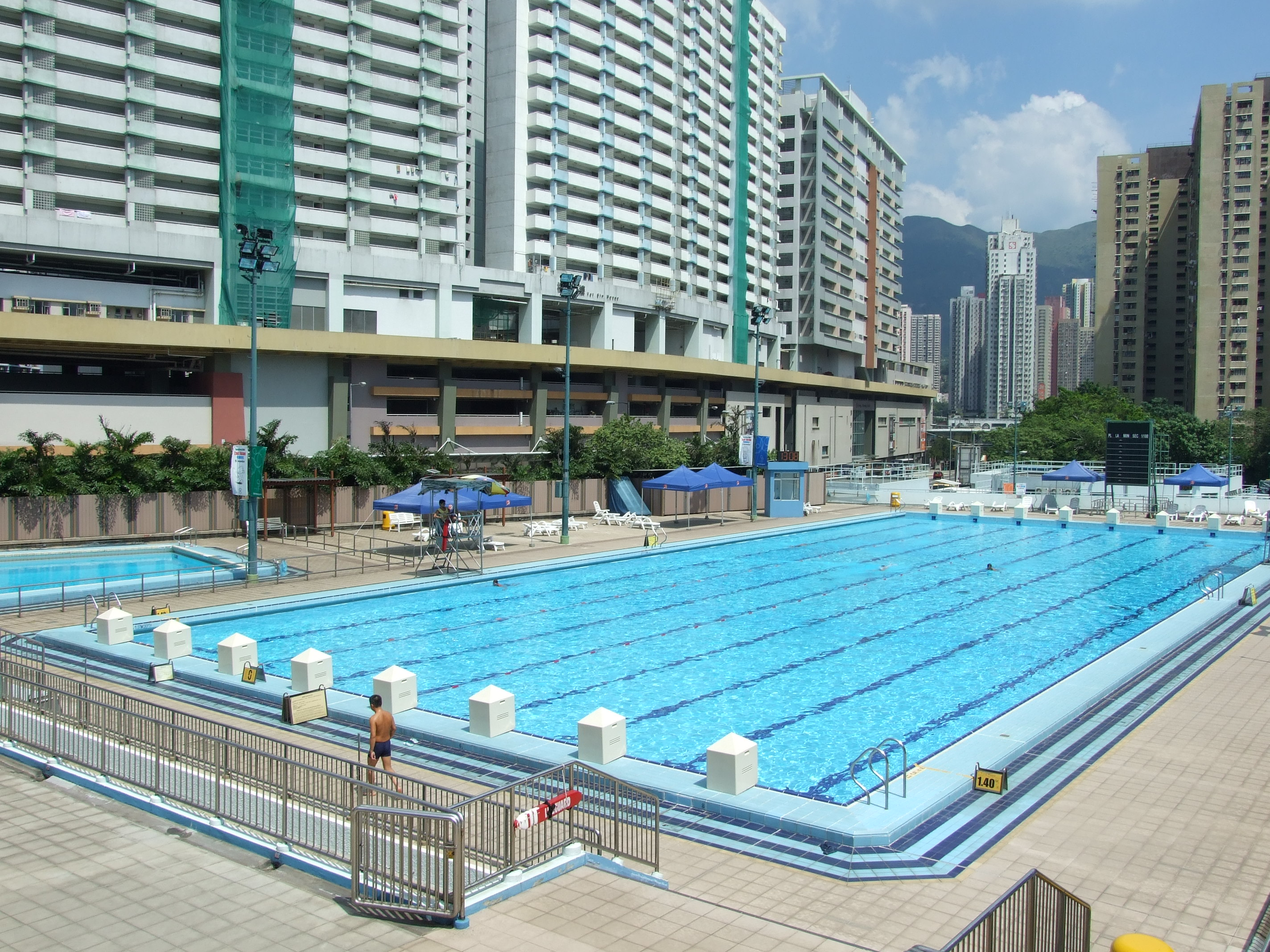
翻新前摩士公園游泳池主池

摩士公園游泳池（英語：Morse Park Swimming Pool），是香港的一座公眾游泳池，位於九龍黃大仙鳳舞街80號，毗連摩士公園（三號公園）為黃大仙區兩個公眾游泳池之一，在1970年12月3日啟用，由康樂及文化事務署管理。

## 設備
- 主池（1.37米-1.9米）
- 習泳池（3個）
- 跳水池
- 觀眾席（800個座位）

## 歷史
摩士公園在1967年10月落成啟用，為當時九龍半島最大的公園（後被尖沙咀九龍公園以及荔枝角公園取代），翌年11月市政局決定在公園第二期近龍翔道興建泳池。泳池最高可容納五千人，為當時全香港最大的游泳池，並由英皇御准香港賽馬會撥捐450多萬興建而成。泳池在1970年12月3日下午啟用，由時任行政局議員桑達士主持揭幕儀式。

### 改建工程
2017年，香港政府公佈「體育及康樂設施五年計劃」，並將在全香港重建或擴建54項康樂體育設施。其中摩士公園游泳池將斥資5.77億港元進行翻新工程，以增建暖水池，以便泳客一年四季均可游泳。工程計劃預計於2018年開工，2022年第二季完成。摩士公園游泳池已於2021年11月1日起全池關閉，以進行改建工程包括副池、兒童池及戲水池的位置建造一個全新的室內暖水副池及室外兒童池，更衣室、入口大堂和無障礙通道亦會進行改善工程。第一期改善工程於2022年6月完成，游泳池的主池、跳水池及三個習泳池重新啟用，改建的室內暖水池則預計於2022年第2季完工。最終工程延誤至2023年，並於2023年3月22日重開室內副池、4月16日重開戶外泳池。

## 軼聞

### 英女王到訪
1975年5月英女王伊利沙伯二世伉儷到訪香港，並於5月5日蒞臨摩士公園游泳池觀賞游泳及跳水的表演。

### 大腸桿菌超標
2009年7月底，康樂及文化事務署宣布，摩士公園游泳池的水質檢驗報告顯示主池、副池及其中一個習泳池池水的大腸桿菌超出標準，當中兩個泳池池水的細菌總數亦超出標準。該泳館部分泳池由2009年7月30日起暫停開放，以進行檢查、消毒和清潔工作。

## 同區其他公眾泳池
- 斧山道游泳池

## 外部連結
- 康樂及文化事務署－摩士公園游泳池 （页面存档备份，存于）